# Ludwig von Fautz
Ludwig Ritter von Fautz (Beč, 20. kolovoza 1811. – Penzing, danas Beč, 23. veljače 1880.), viceadmiral i zapovjednik austrijske ratne mornarice.

## Životopis
Rodio se sin Anton Moritz Fautz (platno proizvođača i proizvođač odjeće master) i Florentina Troclet u Beču. Njegova braća su potpukovnika Augusta von Fautza viteški križ Leopoldova reda († 28. srpnja 1859. u Friedeku u Šleskoji zapovjednika bojne u 23. pješačkoj pukovniji Freiherra von Airoldija) i Anton von Fautz bio je bojnik streljačke tjelesne garde. Nakon što je 8. ožujka 1826. stupio u ratnu mornaricu Fautz je 1829. godine kao mornarički kadet sudjelovao u bombardiranju marokanskih atlantskih luka kao odgovor na zarobljavanje jednog austrijskog broda koje su izvršili marokanski pirati. U talijanskom ratu iz 1848./1849. bio je pod viceadmiralom Hansom Birchom Dahlerupom uključen u blokadu Mletaka i bombardiranje Ancone kao zapovjednik parobrodova na lopatice SMS Vulcana odnosno SMS Curtatona. Ondje je zadobio tešku ozljedu (pogodak u jetra) čije je posljedice osjećao do kraja života. Za ovu svoju zadaću dodijeljen mu je 14. lipnja 1849. viteški križ Leopoldova reda za "dokazanu hrabrost". Fautz je kao zapovjednik eskadre također bio uključen u akciju pod zapovjedništvom generala Lazarusa Freiherra von Mamule koji je predvodio kopnene snage prema Bokokotorskom zaljevu 1849. godine.
Na fregati na jedra SMS Venusu izgrađenu 1832. godine poduzeo je za Mornarički kolegij brojna školska putovanja na Sredozemlju, 1849. putovao je do Engleske, 1849./1850. do Napulja, Lisabona i Madeire, a 1851. do Zapadne Indije gdje je pohodio Svetog Tomu, La Guairu u Bahamskom prolazu te Havanu na Kubi. Fautz je također bio nositelj Križa za vojničke zasluge, komandor papinskog Gregorijanskog reda, grčkog Otkupiteljeva reda, član Tajnog vijeća odnosno veleoficir meksičkog Guadalupskog reda.
U ožujku 1852. Fautz je postao kapetan jednog linijskog broda te je postao jedan od prvih austrijskih kapetana linijskog broda koji je zapovijedao bojnim brodom na parni pogon. Od 27. prosinca 1854. uzdignut je u viteštvo Austrijske Carevine. Godine 1856. imenovan je kontraadmiralom. Pod nadvojvodom Ferdinandom Maksom bio je od kolovozu 1856. predstojnik novoosnovana Careva mornaričkog ureda, 1852./1853., 1855. i 1859./1860. zapovjednik eskadre i njegov zamjenik od 1858. do 1860.
U razdoblju od 1860. do 1865. Fautz je bio zapovjednik cijele austrijske mornarice i to od 1864. kao viceadmiral, dok je od srpnja 1865. – ukidanjem Ministarstva mornarice – do ožujka 1868. službovao kao šef Mornaričke sekcije u C. i kr. ministarstvu rata. Njegov je nasljednik bio Wilhelm von Tegetthoff od kojega se u mnogočemu razlikovao tijekom prethodnih godina. Godine 1869. konačno je umirovljen da bi ubrzo ušao u avanturu kasnog braka u kojem je čak postao otac (c. i kr. kapetan korvete Gustav Heinrich Ritter von Fautz 1878. – 1922.).